# Anders Eriksson (researrangör)
Hans Anders Eriksson, född 26 mars 1943 i Maj i Njurunda församling, är en svensk företagare i resebranschen. Han grundade och är (2025) vd för resebyrån Rosa Bussarna.

## Biografi
Eriksson växte upp i hotell- och restaurangbranschen då hans föräldrar drev hotell. Åren 1959–1961 gick han på Sandvikens restaurangskola och 1971–1972 på Påhlmans Handelsinstitut. Som 24-åring tog han över hotell Savoy i Luleå. Hans reseintresse väcktes när han tidigare gjorde sin militärtjänst i flottan och fick resa till Venezuela, Colombia, USA, Mexiko och Kanarieöarna med båten Älvsnabben.
Sommaren 1969 skaffade han en buss, en Scania från 1953. Detta för att med bussen och sju kamrater ta sig från Sundsvall till Delhi i Indien. Ressällskapet krympte ner till Eriksson och hans kamrat Abbe Abrahamsson, men istället fylldes bussen med många liftare och tillströmmande resenärer, bland annat 30 personer som åkte med från Paris till Rivieran. 400 par medförda träskor såldes under resan som gick med vinst. Kommande år, 1970, började han arrangera bussresor till Indien. Resan ordnades en gång om året och tog fyra månader tur och retur. Bussrörelsen växte och resorna började gå till både Europa och Afrika och blev till slut en heltidssysselsättning för Eriksson och ett ökande antal anställda.
År 1983 blev bussarna rosa och resebyrån som egentligen heter Anders Eriksson Travel AB började även använda varumärkena Rosa Bussarna och Pink Caravan Adventures. Den rosa färgen var ett sätt att stå ut från mängden men också ett sätt att locka fler kvinnor som resenärer. Eriksson driver 2025 alltjämt sin verksamhet.
Eriksson utsågs i maj 2025 till lyssnarnas sommarvärd och hans sommarprat sändes den 23 juli 2025.